# Kanurennsport-Weltmeisterschaften 1948
Die 2. Kanurennsport-Weltmeisterschaften fanden 1948 in London (Vereinigtes Königreich) statt.
Es wurden Medaillen in fünf Disziplinen des Kanurennsports vergeben: vier Kajak-Wettbewerbe der Männer sowie ein Kajak-Wettbewerb der Frauen. Die Renndistanz der Frauen wurde von 600 auf 500 Meter reduziert.
Dies waren die ersten Kanurennsport-Weltmeisterschaften nach dem Zweiten Weltkrieg.

## Ergebnisse

### Männer

#### Kajak
| Event                 | Gold                                                                       | Zeit | Silber                                                               | Zeit | Bronze                                                              | Zeit |
| --------------------- | -------------------------------------------------------------------------- | ---- | -------------------------------------------------------------------- | ---- | ------------------------------------------------------------------- | ---- |
| K-1 500 m             | Schweden Gert Fredriksson                                                  |      | Schweden Lars Glassér                                                |      | Dänemark Poul Agger                                                 |      |
| K-1 4 × 500 m Staffel | Schweden Lars Glassér Lars Helsvik Lennart Klingström Gert Fredriksson     |      | Norwegen Ivar Mathisen Ivar Iversen Hans Gulbrandsen Eivind Skabo    |      | Dänemark Bernhard Jensen Poul Agger Ejvind Hansen Frederik Andersen |      |
| K-2 500 m             | Finnland Ture Axelsson Nils Björklöf                                       |      | Dänemark Alfred Christensen Finn Rasmussen                           |      | Dänemark Bernhard Jensen Ejvind Hansen                              |      |
| K-4 1000 m            | Schweden Hans Berglund Lennart Klingström Gunnar Åkerlund Hans Wetterström |      | Österreich Herbert Klepp Paul Felinger Walter Piemann Albert Umgeher |      | Tschechoslowakei Ludvík Klíma Karel Lomecký Ota Kroutil Miloš Pech  |      |

### Frauen

#### Kajak
| Event     | Gold                               | Zeit | Silber                                            | Zeit | Bronze                                       | Zeit |
| --------- | ---------------------------------- | ---- | ------------------------------------------------- | ---- | -------------------------------------------- | ---- |
| K-2 500 m | Dänemark Karen Hoff Bodil Svendsen |      | Tschechoslowakei Marta Kohoutová Růžena Košťálová |      | Österreich Fritzi Schwingl Gertrude Liebhart |      |

## Medaillenspiegel
| Rang   | Nation           | Gold | Silber | Bronze | Gesamt |
| ------ | ---------------- | ---- | ------ | ------ | ------ |
| 1      | Schweden         | 3    | 1      | –      | 4      |
| 2      | Dänemark         | 1    | 1      | 3      | 5      |
| 3      | Finnland         | 1    | –      | –      | 1      |
| 4      | Österreich       | –    | 1      | 1      | 2      |
| 4      | Tschechoslowakei | –    | 1      | 1      | 2      |
| 6      | Norwegen         | –    | 1      | –      | 1      |
| Gesamt | Gesamt           | 5    | 5      | 5      | 15     |